# Marion Steven
Marion Steven (* 1960 in Bielefeld) ist eine deutsche Betriebswirtin.

## Leben
Steven absolvierte nach dem Abitur eine Banklehre und darauf ein Studium der Betriebswirtschaftslehre. 1989 folgte die Promotion und 1992 die Habilitation an der Universität Bielefeld. 1992 nahm sie einen Ruf an die Universität Duisburg-Essen an. 1996 erhielt sie einen Ruf der Ruhr-Universität Bochum auf den Lehrstuhl für Produktionswirtschaft. Sie ist Direktorin des Instituts für Unternehmensführung und Mitglied des Prüfungsausschusses der Wirtschaftsprüferkammer Düsseldorf.
Steven hat mit Klaus-Peter Kistner (* 1940) das Buch Betriebswirtschaftslehre im Grundstudium verfasst. Sie ist außerdem an der Fakultät für die betriebswirtschaftliche Ausbildung von Ingenieuren zuständig. Forschungs- und Lehrschwerpunkte sind Umweltaspekte von Produktion sowie Logistik.

## Veröffentlichungen (Auswahl)
- mit Klaus-Peter Kistner: Produktionsplanung. Physica-Verlag, Heidelberg 1990, ISBN 3-7908-0478-9.
- Produktion und Umweltschutz. Ansatzpunkte für die Integration von Umweltschutzmassnahmen in die Produktionstheorie. Habilitationsschrift. Gabler, Wiesbaden 1994, ISBN 3-409-13767-X.
- Produktionstheorie. Gabler, Wiesbaden 1998, ISBN 3-409-12930-8.
- mit Klaus-Peter Kistner: Übungsbuch zur Betriebswirtschaftslehre im Grundstudium. Physica-Verlag, Heidelberg 2000, ISBN 3-7908-1259-5.
- BWL für Ingenieure. Oldenbourg, München 2002, ISBN 3-486-25774-9.